# École nationale des chartes

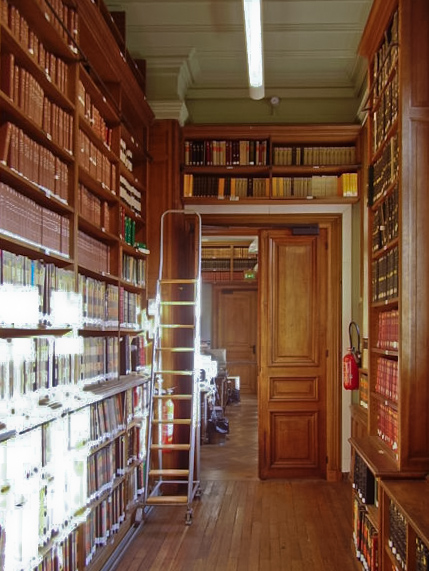
Entrén till biblioteket vid École des chartes.

École nationale des chartes (ofta förkortad till École des chartes) vid Rue de Sorbonne 19 i Paris är ett franskt universitet som bedriver undervisning i handskriftskunskap och biblioteksvetenskap.
Skolan bildades genom en kunglig förordning den 22 februari 1821, men stängdes 1823, för att återigen öppnas genom en ny ordinans 11 november 1829. Skolan var först belägen vid Bibliothèque nationale de France, då kallad Bibliothèque royale, vid Rue de Richelieu. År 1862 flyttade skolan till det franska riksarkivet och senare till Sorbonne.
Efter avslutade studier vid École des chartes och försvar av en avhandling får man diplom som archiviste-paléographe. École des chartes är något av en elitskola, och många av dess studenter har senare i livet intagit framträdande positioner, inom bland annat politik och förvaltning.
Sedan 1839 utges på École des chartes den för medeltidsforskning viktiga tidskriften Bibliothèque de l'École des chartes.

## Kända personer som studerat vid skolan
| - Alain Guerreau - Henri d'Arbois de Jubainville - Pierre Aubry - Vincent Audren de Kerdrel - Ernest Babelon - Georges Bataille - Charles Bémont - Charles Eudes Bonin - Edgard Boutaric - Eugène Burnouf - Émile Campardon - Jean-Baptiste Capefigue - Paul Cauwès - Ferdinand Chalandon - André Chamson - Léon Clédat - Hippolyte Cocheris - Louis Courajod - Antoine Dareste de la Chavanne - Rodolphe Dareste de la Chavanne | - Léopold Delisle - Michel Duchein - Paul Durrieu - Danielle Elisseeff - Camille Enlart - Jules Flammermont - Frantz Funck-Brentano - Jean-René Gaborit - Léon Gautier - Bertrand Gille - René Girard - Thibaut Girard - Arthur Giry - Jules Guiffrey - Serge Gruzinski - Gabriel Hanotaux - Julien Havet - José María de Heredia - André-Ferdinand Hérold | - Charles-Victor Langlois - Charles de Lasteyrie du Saillant - Antoine Le Roux de Lincy - Abel Lefranc - Henri-Jean Martin - Roger Martin du Gard - Rémi Mathis - François Mauriac - Auguste Molinier - Alfred Morel-Fatio - Ngo Dinh Nhu - Christine Nougaret - Gaston Paris - Camille Pelletan - Jules Quicherat - Jules Soury - Henri Stein - Paul Viollet - Francis Wey |